# Nina Silva
Nina Silva é executiva e especialista em tecnologia e inovação, uma das 100 pessoas afrodescendentes com menos de 40 anos mais influentes do mundo (2018 chancelada pela ONU) e sócia fundadora do Movimento Black Money e D’Black Bank tendo se especializado em finanças, negócios e web3.0. Além disso também é investidora anjo, palestrante e empresária. Em 2021 foi eleita a Mulher Mais Distuptiva do mundo pela Women in Tech Global Awards em uma competição com 100 países.

## História
Marina Silva (Nina Silva) nasceu no Jardim Catarina, considerada por muitos anos a maior favela plana da América Latina, em São Gonçalo no Rio de Janeiro. Ela relata que sempre pensou "fora da caixa" e que "O grande objetivo era se manter vivo. Depois, fazer uma faculdade, arrumar um emprego de trainee e sonhar em um dia chegar em um cargo de liderança." Teve como inspiração a irmã mais velha, a primeira pessoa da família a entrar em uma faculdade.

## Carreira
Apesar do interesse pelos números, Nina seguiu as sugestões da irmã e cursou Administração na Universidade Federal Fluminense. Teve seu primeiro contato com tecnologia no segundo ano da faculdade, em seu primeiro emprego. Ela foi convidada a integrar o time da empresa que trabalhava com o sistema ERP da SAP. A partir de então, aprofundou seus estudos, tirou a sua certificação e trilhou seu caminho dentro da tecnologia.
Além da tecnologia, Nina também também é palestrante e escritora. Como palestrante, já esteve presente em eventos como Social Good Brasil, Social Media Week e Campus Party Brasil. Também já foi jurada em Hackatons e Staturp Weekends. Como escritora, teve seu livro "InCorPoros – Nuances de Libido", que envolve literatura de raça e erotismo, lançado em 2018 no Centro Cultural Olido em São Paulo.
Atualmente é formada em Administração, gerente de projetos na ThoughtWorks, executiva de Tecnologia e responsável pelo Movimento Black Money.

## Movimento Black Money
Nina Silva é uma das fundadoras do Movimento Black Money (MBM). O MBM tem por objetivo desenvolver o ecossistema afroempreendedor e assim estimular a inovação entre empreendedores e jovens negros. O Movimento busca criar e fortalecer uma rede que permita que pelo menos 30% do dinheiro gasto por pessoas negras circule dentro da comunidade ou vá para empresas de fato comprometidas com a inclusão racial. Para tanto, investe no letramento identitário e do mindset de inovação do ecossistema afroempreendedor e em comunicação, educação, novas mídias e networking.
Atualmente, um de seus principais frutos é a fintech D'Black Bank que visa fornecer crédito para empreendedores negros.

## Títulos e Premiações
Nina recebeu o prêmioPeople of African Descent (MIPAD100), na Organização das Nações Unidas (ONU), por ser uma das pessoas afrodescendentes com menos de 40 anos mais influentes do mundo. Além disso, é membra honorário da Academia de Letras de Araçariguama (ACLA).

## Ancestralidade
Em 2021, Nina Silva submeteu-se a exame de ancestralidade onde descobriu que possui 92% de ancestralidade africana (Nigéria,Gana, Angola, Benin e Norte da África), 6% de ancestralidade europeia e 2% de ancestralidade americana.